# Ishmael Bernal
Ishmael Bernal (Manilla, 30 september 1938 - Quezon City, 2 juni 1996) was een Filipijns filmregisseur. Bernal werd in 2001 postuum benoemd tot nationaal kunstenaar van de Filipijnen.

## Biografie
Ishmael Bernal werd geboren op 30 september 1938 in de Filipijnse hoofdstad Manilla. Hij was een zoon van Elena Bernal en Pacifico Ledesma. Na het voltooien van de Mapa High School studeerde Bernal Engels aan de University of the Philippines. In 1959 behaalde hij daar zijn bachelor-diploma. Na zijn afstuderen werkte hij aan documentaires van Lamberto Avellana tot hij naar Frankrijk vertrok om verder te studeren. Daar behaalde hij een licentiaat in Franse literatuur aan de universiteit van Aix-en-Provence. In de jaren zestig was hij actief als diplomaat voor buitenlandse zaken totdat hij in 1970 een diploma als filmregisseur aan het Film Instituut in Poona in India behaalde en begon met het regisseren van films.
Bernal regisseerde enkele tientallen sociaal geëngageerde en controversiële films, die op een satirische wijze het leven van alledag en de sociale ongelijkheid in de Filipijnen in beeld brachten. Zijn films werden tijdens het dictatoriale bewind van Ferdinand Marcos vaak gecensureerd, waarbij grote delen van zijn films werden afgeknipt. Een bekend voorbeeld daarvan is de film City After Dark uit 1982 met de oorspronkelijke titel Manila by Night, waarin te zien is dat mensen die door armoede gedreven worden zich onverantwoordelijk gaan gedragen. Bernal wist de censuur te omzeilen door zijn films op buitenlandse filmfestivals te laten vertonen. Enkele andere noemenswaardige films van zijn hand zijn Nunal sa Tubig (1976), ''Menor de Edad (1979), Aliw (1979), Himala (1982), Broken Marriage (1983) en Pahiram ng Isang Umaga (1989).
Bernal won voor zijn werk diverse onderscheidingen. Zo won hij in 1983 een Bronzen Hugo op het filmfestival van Chicago voor Himala (1983). Hij won viermaal de onderscheiding voor beste regisseur bij de Filipijnse Urian Awards en was negenmaal genomineerd voor dezelfde onderscheiding bij de FAMAS Awards. In 1993 kreeg hij de ASEAN Cultural Award toegekend. In 2001 werd Bernal postuum benoemd tot nationaal kunstenaar van de Filipijnen.
Bernal overleed in 1996 op 57-jarige leeftijd aan de gevolgen van hartproblemen in het Philippine Heart Center in Quezon City.

## Films
- 1971 Pagdating sa Dulo (On Reaching the End)
- 1971 Daluyong (Wave)
- 1971 Pito ang Asawa Ko (I Have Seven Wives)
- 1972 El Vibora (The Viper)
- 1972 Inspirasyon (Inspiration)
- 1972 Till Death Do Us Part
- 1972 Si Popeye Atbp. (Popeye and Others)
- 1973 The Sleeping Dragon
- 1974 Scotch on the Rocks to Remember
- 1974 Huwag Pamarisan: Mister Mo, Lover Boy Ko (Don't Imitate: Your Husband, My Lover)
- 1975 Lumapit, Lumayo ang Umaga (Morning Came, Went)
- 1975 Babaeng Hiwalay sa Asawa (Anna Karenina) (Woman Who's Separated From Her Husband)
- 1976 Nunal sa Tubig (Speck on the Water)
- 1976 Lahing Pilipino (Bonifacio Episode)
- 1976 Walang Katapusang Tag-araw (Endless Summer)
- 1977 Ligaw na Bulaklak (Wildflower)
- 1977 Tisoy! (Mestizo!)
- 1977 Dalawang Pugad, Isang Ibon (Two Nests, One Bird)
- 1978 Lagi na Lamang Ba Akong Babae? (Will I Always Be Just a Woman?)
- 1978 Isang Gabi sa Iyo, Isang Gabi sa Akin (A Night With You, A Night With Me)
- 1978 Ikaw ay Akin (You're Mine)
- 1979 Menor de Edad (Underage)
- 1979 Boy Kodyak
- 1979 Bakit may Pag-ibig Pa? (Why Is Love Still There?)
- 1979 Aliw (Entertainment)
- 1979 Salawahan (Two-Timer)
- 1980 Good Morning Sunshine
- 1980 Sugat sa Ugat (Wound In The Veins)
- 1980 City After Dark (oorspronkelijke titel Manila by Night)
- 1980 Girlfriend
- 1981 Pabling (Playboy)
- 1982 Ito Ba ang Ating mga Anak? (Are These Our Kids?)
- 1982 Galawgaw (Busybody)
- 1982 Relasyon (Affair)
- 1982 Hindi Kita Malimot (I Can't Forget You)
- 1982 Himala
- 1983 Broken Marriage
- 1984 Working Girls 1
- 1984 Shake, Rattle, and Roll
- 1985 Gamitin Mo Ako (Use Me)
- 1985 Hinugot sa Langit (Taken From Heaven)
- 1986 The Graduates
- 1987 Working Girls 2
- 1987 Pinulot Ka Lang Sa Lupa (You Were Just Picked Off The Ground)
- 1988 Nagbabagang Luha (Burning Tears)
- 1989 Pahiram ng Isang Umaga (Lend Me A Morning)
- 1992 Mahal Kita, Walang Iba(I Love You, No One Else)
- 1994 Wating (Streetsmart)